# مجدآباد کهنه
مجدآباد کهنه ، روستایی از توابع بخش مرکزی شهرستان فراهان در استان مرکزی ایران است.در واقع مجدآباد کهنه جدا شده از ده خرابه‌ی ذلف آباد است که به علت قدیمی بودن آن را مجدآباد کهن می نامند.
این روستا در بخش مرکزی شهرستان فراهان قرار دارد و براساس سرشماری مرکز آمار ایران در سال ۱۳۸۵، جمعیت آن ۹۶۷ نفر (۱۸۴خانوار) بوده‌است.

## مشاهیر
حبیبه مجدآبادی, مسعود امرالهی